# Miguel Vidal Perelló
Miguel Vidal Perelló (Consell, 26 de julio de 1942-ib., 4 de enero de 2021) fue un periodista y escritor español. Fue cofundador del diario As, donde trabajó de 1967 a 1998, y autor de una veintena de libros sobre deporte, en gran parte basados en su experiencia personal como periodista y reportero.

## Biografía
Fue el mayor de los tres hijos del matrimonio entre Antonio Vidal Busquets y Martina Perelló Fornés. Cursó las primeras letras en su pueblo natal, Consell, y posteriormente el bachillerato en Palma, en el colegio de los Padres Teatinos y en el Instituto Ramon Llull. Cursó la carrera de Magisterio, la única carrera que entonces podía cursarse en la isla, pero con vistas a consagrarse al periodismo. 

### Primeros años
En 1960 entró a trabajar en las publicaciones Fiesta Deportiva y Mallorca Daily Bulletin a través de su editor, Pedro Serra Bauzá. También colaboró esporádicamente con Diario de Mallorca, Última Hora y Baleares. Aquellos años publicó su primer libro, Mallorca a paso de camello (1964), basado en las peripecias que el autor corrió junto con el pintor Gustavo Peñalver. Debido a la dificultad de ejercer siquiera como colaborador —entonces era necesario el carnet de periodista, que muchas veces se daba por méritos adquiridos en el franquismo—, en 1966 dejó Mallorca buscando dedicarse profesionalmente al periodismo.
Después de una breve estancia en el norte de Europa —Suecia, Copenhague, Róterdam— ese mismo año recaló en Madrid, sin trabajo ni recursos. Empezó su andadura en el diario Informaciones, en el que llegó a ser responsable de la sección de sucesos. Allí no le pidieron ningún requisito previo; pero su director, Luis Fernando Bandín Ramos, profesor de la Escuela de Periodismo, le convenció para que se matriculara por libre. En Informaciones Vidal sacó en exclusiva la mayor estafa inmobiliaria de España, el Caso Nueva Esperanza, o el caso de tres niños fallecidos en accidente en Aranjuez, tras haberse escapado del colegio para ver el río Tajo, por lo que Jesús Hermida le dedicó un artículo elogiando su humanismo.

### Etapa en el diarioAs
En Informaciones Vidal coincidió con el periodista Manuel Sarmiento Birba, quien le invitó en 1967 a participar en el nacimiento de un nuevo rotativo de temática deportiva: el diario As, del cual se convirtió en redactor-fundador —cuatro páginas llevan su firma en el primer número—. Vidal se especializó en reportajes internacionales como enviado especial, viajando por los cinco continentes en busca de las grandes figuras del deporte.
El estilo de Vidal se basó en un formato de periodismo deportivo épico y viajero, especializándose en la entrevista a figuras mundiales del siglo xx de todo tipo de deportes, entrevistándolos incluso en sus propios domicilios. En los años 1980, 1984 y 1988 la Agencia EFE compró al diario As su serie Los viejos dioses olímpicos para distribuirla por América y Europa a los principales periódicos de cada país. Igual ocurrió en 1982 con la serie Finalistas de leyenda, de la que el diario mexicano La Afición haría posteriormente un libro con sus 32 entrevistas a otros tantos futbolistas de primer nivel. 
Esto convirtió a Vidal en uno de los periodistas españoles más leídos en el mundo, e incluso su entrevista a Jesse Owens le valió para que la Universidad de San Juan de Puerto Rico pusiera su nombre durante 1980 a la cátedra de reporterismo.
Al margen de su faceta de reportero —que es lo que le dio fama en el mundo deportivo— cubrió acontecimientos deportivos de primera magnitud: seis campeonatos del mundo de fútbol consecutivos, desde Alemania 1974 a Estados Unidos 1994; las Eurocopas de Bélgica (1972), Italia (1980), Alemania (1988) y Suecia (1992); el Mundialito de Uruguay (1980), así como una veintena de finales europeas. Ha sido uno de los periodistas que ha cubierto más acontecimientos deportivos de primera magnitud.
Como escritor, durante estos años salieron a la luz publicaciones como La enciclopedia del fútbol (1971-1973), obra en 69 fascículos escrita en colaboración con Ramón Melcón Bartolomé; o Figuras sobre el césped (1982), en equipo con un grupo de periodistas deportivos.

### Vuelta a Mallorca
En 1998 Vidal dio por finalizada su etapa en el diario As, abandonó Madrid y volvió a su pueblo, Consell. A partir de entonces su actividad se centró en su faceta de escritor, aprovechando sus experiencias y vivencias acumuladas durante 30 años como reportero internacional, y en otras actividades vinculadas al mundo deportivo local.

## Otras facetas
Además de sus facetas como reportero y escritor Vidal abarcó otros campos, también relacionados con el universo deportivo.
- Fundador de la Unión de Periodistas Deportivos de España (UPDE), la cual presidió desde 1977 a 1986. Posteriormente firmó con José María Lorente Toribio, presidente de la Agrupación de Periodistas Deportivos, y Joaquín Díaz Palacios, presidente de la Asociación Nacional de Informadores de Radio y Televisión, la unificación en la actual Asociación Española de la Prensa Deportiva (AEPD), que a su vez presidió de 1988 a 1990.
- Miembro del Comité Olímpico Español (1988-1990).
- Director técnico del Museo del Deporte de Mallorca (2000-2003).[5]
- Presidente del Club Deportiu Consell, en dos etapas (2002-2010 y 2014-2018).[6]

## Premios y distinciones
- Título de Maestro Emérito del Deporte, máxima condecoración de Rumanía (1976).
- Premio Infantas de España en calidad de presidente de la Asociación Española de la Prensa Deportiva (AEPD) (1988).
- Medalla de Honor y Gratitud del Consejo Insular de Mallorca, en su categoría oro (2009).
- Medalla Villa de Consell (2012).[7]
- Premio Populares de COPE Mallorca (2012).[8]

Poco después de su muerte, a principios de 2021, se propuso que el campo municipal de deportes de Consell llevara su nombre. No obstante, la iniciativa quedó parada indefinidamente sin motivo alguno.

## Obras

### Libros
Vidal publicó, en total, una veintena de títulos. En su inmensa mayoría son de temática deportiva, pero algunos de ellos abarcan otras disciplinas, en especial relacionadas con Mallorca, su tierra de nacimiento.
- Vidal Perelló, Miguel (1963). El otro curso. «DL PM 1750-1962».
- Vidal Perelló, Miguel (1965). Mallorca a paso de camello. Gráficas Miramar. «DL PM 227-1965».
- Vidal Perelló, Miguel; Melcón Bartolomé, Ramón (1973). Enciclopedia del Fútbol. Gerán.
- Vidal Perelló, Miguel, et alii (1982). Finalistas de leyenda.
- Vidal Perelló, Miguel, et alii (1990). Figuras sobre el césped.
- Vidal Perelló, Miguel (1998). Memorias de un reportero. GP Editores. «DL M-4981-1998».
- Vidal Perelló, Miguel (1998). Mallorquines irrepetibles. ISBN 84-930730-0-8.
- Vidal Perelló, Miguel (2000). Cent anys d’esport a Mallorca. Consell de Mallorca.
- Vidal Perelló, Miguel (2003). Quién es quién en el deporte Mallorquín. Museu de l’Esport de Mallorca. ISBN 84-85201-15-9.
- Vidal Perelló, Miguel (2004). Miquel Àngel Nadal: el gran capità. Museu de l’Esport de Mallorca. ISBN 84-87389-27-9.
- Vidal Perelló, Miguel; Vidal Reynés, Jordi (2004). Historia del RCD Mallorca 1916-2004. Documenta Balear. ISBN 84-96376-16-8.
- Vidal Perelló, Miguel (2005). Miguel Nadal Comas, Minaco. Documenta Balear. ISBN 84-95694-99-9.
- Vidal Perelló, Miguel (2007). Mallorca, Tierra de Campeones. Ediciones Butler. ISBN 978-84-96376-98-4.[13]
- Vidal Perelló, Miguel (2012). Un equipo llamado España. ISBN 978-84-15081-44-9.[14]
- Vidal Perelló, Miguel (2013). El Reportero del Olimpo. Editorial Foc. ISBN 978-84-156-3403-4.
- Vidal Perelló, Miguel (2014). Una vida de entrevistas. Gràficmon. ISBN 978-84-616-9010-7.[15]
- Vidal Perelló, Miguel (2015). Enviado Especial. ISBN 978-84-16163-98-4.[4]
- Vidal Perelló, Miguel; Vidal Reynés, Jordi (2016). Un siglo con el RCD Mallorca. 1916-2016. ISBN 978-84-608-7936-7.
- Vidal Perelló, Miguel; García Gargallo, Manuel (2017). 100 Anys del Club Deportiu Consell. 1918-2018. Gràficmon. ISBN 978-84-697-6479-4.
- Vidal Perelló, Miguel; Riera Hernández, Alberto (2018). Una ciudad de campeones. Gràficmon. ISBN 978-84-090-1432-3.[16]

### Otros formatos
Vidal fue autor de otras publicaciones de carácter deportivo. Publicó varias de ellas en la edición dominical del diario Última Hora por entregas semanales.
- Leyendas Mallorquinas
- Miguel Ángel Nadal. Historia de un crack
- Historia del Real Mallorca. El equipo de nuestras vidas
- Los Mejores Deportistas de Mallorca de la A a la Z
- Futbolistas de Baleares
- Ciclistas de Mallorca, en colaboración con Mateo Flaquer Palmer

También fue autor de otros trabajos, que publicó directamente en su página web: 
- Campeones del Mundo Mallorquines
- Rafael Nadal, la última frontera
- Cronología de éxitos del deporte mallorquín 1913-2009
- Leyendas Mallorquinas
- Corazón arlequinado: Historia del CD Consell. 1918-2009
- Gregorio Vidal, el mejor boxeador mallorquín de la historia
- Simón Andreu, el actor mallorquín más internacional
- Fortunio Bonanova, un mallorquín en Hollywood